# Hayes River Fire Cache
L'Hayes River Fire Cache est une cabane américaine située dans le comté de Jefferson, dans l'État de Washington. Construite en 1928 par le Service des forêts des États-Unis, elle était destinée à abriter du matériel de lutte contre l'incendie. Protégée au sein du parc national Olympique à proximité d'une station de rangers datant quant à elle de 1970, elle est inscrite au Registre national des lieux historiques depuis le 13 juillet 2007.